# Aleksandar Aleksandrov
Aleksandar Aleksandrov –en búlgaro, Александър Александров– (Sofía, Bulgaria, 9 de abril de 1990) es un deportista azerbaiyano de origen búlgaro que compitió en remo.
Ganó dos medallas en el Campeonato Europeo de Remo, en los años 2007 y 2014. Participó en dos Juegos Olímpicos de Verano, en los años 2012 y 2016, ocupando el quinto lugar en Londres 2012, en la prueba de scull individual.

## Palmarés internacional
| Representando a Bulgaria   |                   |                   |                  |
| Campeonato Europeo         |                   |                   |                  |
| Año                        | Lugar             | Medalla           | Prueba           |
| 2007                       | Poznań (Polonia)  | Medalla de bronce | Scull individual |
| Representando a Azerbaiyán |                   |                   |                  |
| Campeonato Europeo         |                   |                   |                  |
| Año                        | Lugar             | Medalla           | Prueba           |
| 2014                       | Belgrado (Serbia) | Medalla de plata  | Doble scull      |